# San Antonio Open 2016 - Doppio
È stata la prima edizione del torneo.
Anna-Lena Grönefeld e Nicole Melichar hanno sconfitto in finale Klaudia Jans-Ignacik e Anastasija Rodionova col punteggio di 6–1, 6–3.

## Teste di serie
1. Casey Dellacqua /  Darija Jurak (semifinale)
2. Chuang Chia-jung /  Liang Chen (semifinale)

1. Klaudia Jans-Ignacik /  Anastasija Rodionova (finale)
2. Anna-Lena Grönefeld /  Nicole Melichar (campionesse)

1. Ashley Weinhold /  Caitlin Whoriskey (primo turno)

## Tabellone

### Legenda
| - Q = Qualificato - WC = Wild card - LL = Lucky loser | - ALT = Alternate - SE = Special Exempt - PR = Protected Ranking | - w/o = Walkover - r = Ritirato - d = Squalificato |

|  | Quarti di finale | Quarti di finale            | Quarti di finale       | Quarti di finale | Quarti di finale |  |  | Semifinali                  | Semifinali                  | Semifinali                  | Semifinali               | Semifinali               |   |   | Finale                      | Finale                      | Finale                      | Finale | Finale |  |
|  |                  |                             |                        |                  |                  |  |  |                             |                             |                             |                          |                          |   |   |                             |                             |                             |        |        |  |
|  | 1                | C Dellacqua D Jurak         | C Dellacqua D Jurak    | 7                | 6                |  |  |                             |                             |                             |                          |                          |   |   |                             |                             |                             |        |        |  |
|  | WC               | A Weinhold C Whoriskey      | A Weinhold C Whoriskey | 6(1)             | 1                |  |  | C Dellacqua D Jurak         | C Dellacqua D Jurak         | C Dellacqua D Jurak         | 4                        | 5                        |   |   |                             |                             |                             |        |        |  |
|  | 3                | K Jans-Ignacik An Rodionova | 7                      | 1                | [11]             |  |  | K Jans-Ignacik An Rodionova | K Jans-Ignacik An Rodionova | K Jans-Ignacik An Rodionova | 6                        | 7                        |   |   |                             |                             |                             |        |        |  |
|  |                  | N Broady A Rosolska         | 5                      | 6                | [9]              |  |  |                             |                             |                             |                          |                          |   |   | K Jans-Ignacik An Rodionova | K Jans-Ignacik An Rodionova | K Jans-Ignacik An Rodionova | 1      | 3      |  |
|  |                  | V Golubic X Han             | 7                      | 68               | [8]              |  |  |                             |                             | A-L Grönefeld N Melichar    | A-L Grönefeld N Melichar | A-L Grönefeld N Melichar | 6 | 6 |                             |                             |                             |        |        |  |
|  | 4                | A-L Grönefeld N Melichar    | 5                      | 7                | [10]             |  |  | A-L Grönefeld N Melichar    | A-L Grönefeld N Melichar    | 3                           | 6                        | [10]                     |   |   |                             |                             |                             |        |        |  |
|  |                  | R Olaru E Rodina            | R Olaru E Rodina       | 5                | 3                |  |  | C-j Chuang C Liang          | C-j Chuang C Liang          | 6                           | 1                        | [6]                      |   |   |                             |                             |                             |        |        |  |
|  | 2                | C-j Chuang C Liang          | C-j Chuang C Liang     | 7                | 6                |  |  |                             |                             |                             |                          |                          |   |   |                             |                             |                             |        |        |  |